# (16077) Arayhamilton
(16077) Arayhamilton est un astéroïde de la ceinture principale.

## Description
(16077) Arayhamilton est un astéroïde de la ceinture principale. Il fut découvert le 9 septembre 1999 à Socorro (Nouveau-Mexique) par le projet LINEAR. Il présente une orbite caractérisée par un demi-grand axe de 2,43 UA, une excentricité de 0,18 et une inclinaison de 6,3° par rapport à l'écliptique.

## Compléments